# Тищенко Володимир Володимирович
Володи́мир Володи́мирович Ти́щенко — солдат резерву Збройних сил України. Учасник російсько-української війни.

## Нагороди
За особисту мужність і героїзм, виявлені у захисті державного суверенітету та територіальної цілісності України, вірність військовій присязі під час російсько-української війни
- нагороджений орденом «За мужність» III ступеня (25.3.2015).